# União de Coimbra
Clube União 1919, typischerweise bekannt als União de Coimbra ist ein portugiesischer Fußballverein aus Coimbra.

## Geschichte
União de Coimbra wurde am 2. Juni 1919 gegründet. Ab den 1920er Jahren nahm der Klub unregelmäßig als regionaler Meister am Campeonato de Portugal, der in Pokalform ausgetragenen nationalen Meisterschaftsendrunde teil. Dabei lieferte sich der Klub mit dem Lokalrivalen Académica de Coimbra einen Kampf um die Vorherrschaft im Distrikt, trotz sechs Titeln von União holte sich der Konkurrent dabei öfters die Distriktmeisterschaft. Bei Aufnahme des Ligabetriebs 1934 wurde União in die zweitklassige Segunda Divisão eingeordnet, in der er sich jedoch nicht etablieren konnte.
Nach mehreren Jahren im unterklassigen Bereich erreichte União de Coimbra 1970 erneut die Segunda Divisão, wo die Mannschaft 1972 vor GD Riopele Meister der Nordstaffel wurde und damit in die Primeira Divisão aufstieg. Die Spielzeit 1972/73 beendete der Neuling punktgleich mit Atlético CP und União de Tomar als Drittletzter mit sechs Punkten Rückstand auf den von Mitaufsteiger CD Montijo belegten letzten Nichtabstiegsplatz und stieg somit direkt wieder ab. Schnell rutschte der Klub auch in der zweiten Liga in den Abstiegskampf, 1980 folgte der Gang in die Drittklassigkeit. Nach dem direkten Wiederaufstieg platzierte sich der Klub Mitte der 1980er Jahre zeitweise im vorderen Tabellendrittel, ehe er 1988 erneut abstieg.
Nachdem União de Coimbra im regionalen Distriktbereich angetreten war, gelang 2021 mit dem Aufstieg ins viertklassige Campeonato de Portugal die Rückkehr in den landesweit organisierten Fußball. Die Mannschaft musste jedoch in der Abstiegsrunde antreten, wo sie den Klassenerhalt verpasste. Als Distriktmeister gelang der direkte Wiederaufstieg.